# 4459 Nusamaibashi
4459 Nusamaibashi este un asteroid din centura principală, descoperit pe 30 ianuarie 1990 de Masanori Matsuyama și Kazuo Watanabe.